# أزرق أبيض
أزرق أبيض (بالعبرية: כַּחוֹל לָבָן كَحُول لَڤَان) هو ائتلاف سياسي وسطي ليبرالي إسرائيلي. تم التحالف بين ثلاثة أحزاب سياسية وهي حوسين ليسرائيل وهناك مستقبل وتلم لخوض انتخابات الكنيست في أبريل 2019 على أمل هزيمة رئيس الوزراء
بنيامين نتنياهو. يُعرّف أزرق أبيض نفسه كحزب تعددي يمثل جميع المواطنين على الطيف السياسي والديني. تُشير عبارة «أزرق أبيض» إلى ألوان العلم الإسرائيلي، وتُستخدم عادةً بالعامية لوصف شيء ما بأنه إسرائيلي نموذجي.

## نتائج الانتخابات
| الانتخابات  | القائد                | الأصوات   | %           | المقاعد  | +/–      | الحالة         |
| ----------- | --------------------- | --------- | ----------- | -------- | -------- | -------------- |
| أبريل 2019  | بيني غانتس يائير لبيد | 1,125,881 | 26.13% (#2) | 35 / 120 | حزب جديد | انتخابات مبكرة |
| سبتمبر 2019 | بيني غانتس يائير لبيد | 1,151,214 | 25.95% (#1) | 33 / 120 | ▼2       |                |